# Zouhair Maghzaoui
Zouhair Maghzaoui (Kébili, 1965) è un politico tunisino.

## Biografia
È nato nel 1965 probabilmente a Kébili, nell'omonimo governatorato.
Insegnante di matematica alla scuola secondaria e membro del sindacato generale dell'istruzione secondaria, ha iniziato la sua attività politica nel 2011 durante la rivoluzione dei Gelsomini, contribuendo alla fondazione del Movimento del Popolo Unionista Progressista (MPUP). Divenuto leader del movimento nel 2013 dopo le dimissioni di Mohamed Brahmi (assassinato due settimane dopo), è risultato eletto nell'ambito delle elezioni parlamentari del 2014 all'Assemblea dei rappresentanti del popolo, venendo rieletto nel 2019 e terminando il suo mandato con lo scioglimento dell'Assemblea nel 2021. Di orientamento panarabista e nasserista, è fortemente ostile al fondamentalismo islamico, ragione per cui ha subito numerose minacce di morte che lo hanno portato a vivere sotto scorta a partire dal 2014.
Ha inizialmente sostenuto il colpo di Stato del Presidente della Repubblica Kaïs Saïed del 2021, che ha portato allo scioglimento del governo di Hichem Mechichi e del parlamento, salvo poi decidere di candidarsi alle elezioni presidenziali del 2024; la sua candidatura è stata approvata dall'Alta autorità indipendente per le elezioni (ISIE) insieme alle candidature di Saïed e di Ayachi Zammel.